# Sorbus heilingensis
Sorbus heilingensis là một loài thực vật thuộc họ Rosaceae. Đây là loài đặc hữu của Đức.